# Adamello

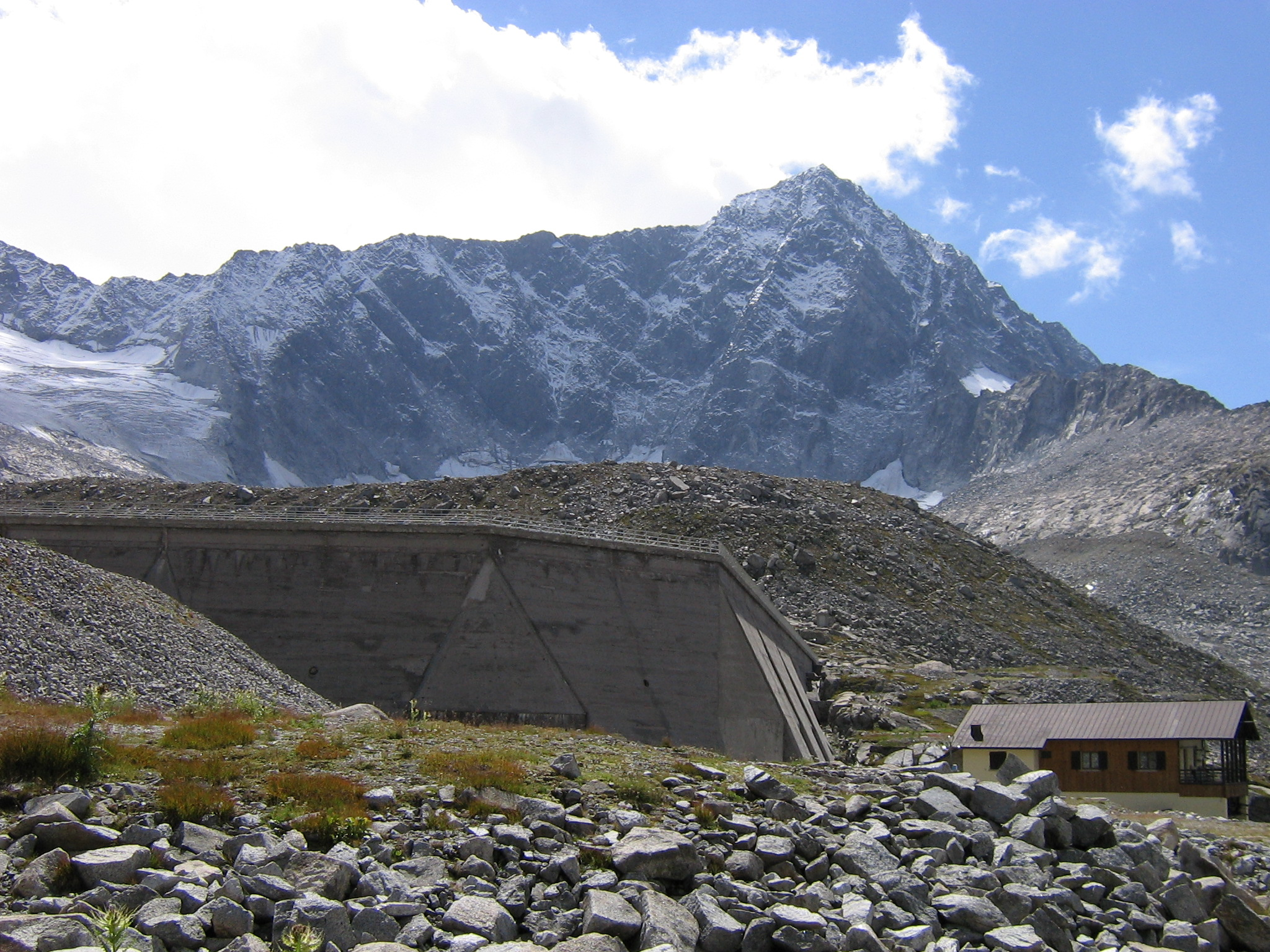
Adamellos norra sluttning med Venerocolodammen i förgrunden.

Adamello är ett stort bergsmassiv i norra Italien beläget i Östalperna.
Adamello har cirka 80 toppar på över 3 000 meter över havet. Den högsta toppen är Presanella med en punkt på 3 558 meter över havet och Adamello på 3 554 meter över havet. I Adamello finns det även ett 20-tal glaciärer.
Flera skidorter ligger runt om Adamello som delas mellan de två regionerna Lombardiet och Trentino-Sydtyrolen.
Under första världskriget slogs Kungariket Italiens armé och Österrike-Ungerns armé i massivet.